# 南アフリカ共和国サッカー協会
南アフリカサッカー協会（みなみアフリカサッカーきょうかい、South African Football Association）は、南アフリカ共和国のサッカー組織である。略称はSAFA。本部はヨハネスブルグに置かれる。
1991年に創設され、サッカー南アフリカ共和国代表やプレミアサッカーリーグなどの管理を行っている。